# Fritz-Schumacher-Preis
Der Fritz-Schumacher-Preis wird vom Hamburger Senat im Andenken an den früheren Oberbaudirektor Fritz Schumacher an Architekten und Ingenieure verliehen, „deren Leistungen auf dem Gebiete des Städtebaus, der Landesplanung oder des Bauwesens Auszeichnung verdienen“. Ein gleichnamiger Preis mit ähnlicher Zielsetzung wurde von 1950 bis 2004 auch von der Alfred-Toepfer-Stiftung vergeben. 

## Geschichte
Der Hamburger Industrielle und Mäzen Alfred Toepfer und dessen Alfred Toepfer Stiftung F.V.S. lobten in Verbindung mit der Universität Hamburg von 1949 bis 1955 einen Fritz-Schumacher-Architekturpreis aus, der jährlich alternierend an herausragende Persönlichkeiten und Studierende Technischer Hochschulen in Deutschland vergeben wurde. Nach Unstimmigkeiten wurde der Preis dann über die TH Hannover verliehen (1960–2004). 2005 wurde dieser Preis wegen einer Neustrukturierung der Stiftung aufgegeben. 
Der Hamburger Senat lobte von 1960 bis 1986 einen eigenen und von der Stadt finanzierten Fritz-Schumacher-Preis aus. 2007 beschloss der Senat in Einvernehmen mit der Stiftung und der Fritz-Schumacher-Gesellschaft, diesen Preis nach 20 Jahren wieder aufleben zu lassen. Er ist seitdem mit 20.000 Euro dotiert und soll alle drei Jahre verliehen werden. Dazu gibt es zwei Förderstipendien mit je 2.500 Euro. Die Preise werden jeweils zum 5. November, dem Todestag von Fritz Schumacher, verliehen.

## Preisträger

### Fritz-Schumacher-Preis der Alfred-Toepfer-Stiftung
- 1950: Gustav Oelsner
- 1952: Rudolf Schwarz
- 1954: Hans Scharoun
- 1956: Walter Gropius; vorgeschlagen, vom Stifter Alfred Toepfer abgelehnt, stattdessen Verleihung des Goethe-Preises
- 1960: Wolfgang Bangert, Alwin Seifert
- 1961: Cornelis van Traa, Fritz Leonhardt
- 1962: Heinrich Friedrich Wiepking-Jürgensmann, Horst Linde
- 1963: Arne Jacobsen, Günther Grundmann
- 1964: Adolf Ciborowski, Konstanty Gutschow
- 1965: Francisco Caldeira Cabral, Josef Umlauf
- 1966: Friedrich Tamms, Gerhard Ziegler
- 1967: Rudolf Wurzer, Cornelis van Leeuwen, Arie C. Krijn, Jan H. van Loenen
- 1968: Fernand Guri, Robert Will, Javier Carvajal, Ricardo Bofill
- 1969: Wilhelm Wortmann, Renato Bazzoni
- 1970: Sir Hubert Bennet, Heikki von Hertzen
- 1971: Colin Douglas Buchanan, Walter Rossow
- 1972: Elisabeth Pfeil, Harald Clauß, Heinz Schmeißner
- 1973: Robert Vassas, Friedrich Cordes
- 1974: Herman Hertzberger, Frank van Klingeren, Erich Kühn
- 1975: Pier Luigi Cervellati, Armando Sarti, Hubert Kath, Fritz Schmidt, Fred Angerer[2], Eberhart Haller, Horst Neidhardt, Friedrich Haßkamp, Hans Petzoldt
- 1976: Jean Muller, Hans Kammerer, Walter Belz
- 1977: Jan de Ranitz, Helmut Gebhard, Gerd Ruile
- 1978: Bertrand Monnet, John Darbourne
- 1979: Hans Paul Bahrdt, Dieter Oesterlen
- 1980: Louis Arretche, Hans Luz
- 1981: Georg Hoeltje, Albert Heinrich Steiner
- 1982: Christian Menn, Klaus Humpert
- 1983: Bernhard Klemm, Landelijke Vereniging Centraal Wonen
- 1984: Ralph Erskine, Roland Rainer
- 1985: Gottfried Böhm, Detlef Karg
- 1986: Alfred Pauser, Hans-Henning Dülfer
- 1987: Günther Grzimek, Erich Schneider-Wessling
- 1988: Santiago Calatrava-Valls, Jørn Utzon
- 1989: César Manrique, Hans-Georg Tiedt
- 1990: Giancarlo De Carlo, Jiří Stráský
- 1991: Fritz Auer, Carlo Weber, Gustav Lange, Hinnerk Wehberg
- 1992: Jörg Schlaich, Aldo van Eyck
- 1993: Niels Gormsen, Hans Busso von Busse
- 1994: Rudolf Hillebrecht, Romuald Loegler
- 1995: Donata und Christoph Valentien, Walter Siebel
- 1996: Volkwin Marg, Karl-Heinz Hüter
- 1997: Tegnestuen Vandkunsten, Juhani Pallasmaa
- 1998: Günter Behnisch, Karl Ganser
- 1999: Thomas Herzog, Werner Sobek
- 2000: MVRDV, Meinhard von Gerkan
- 2001: Christophe Girot, Wolfgang Pehnt
- 2002: Otto Steidle, Gigon/Guyer
- 2003: Hartmut Häussermann, Sauerbruch Hutton
- 2004: Werner Durth

### Fritz-Schumacher-Preis der Freien und Hansestadt Hamburg
- 1962: Ernst May, Hamburg
- 1964: Werner Hebebrand, Hamburg
- 1967: Ulrich Finsterwalder, München
- 1969: Bernhard Hermkes, Hamburg
- 1973: Gerd Albers, München
- 1977: Werner Kallmorgen, Hamburg
- 1982: Hardt-Waltherr Hämer, Berlin
- 1986: Ingeborg und Friedrich Spengelin, Hannover
- 1987 bis 2006 wurde der Preis nicht vergeben[3]
- 2007: Joachim Schürmann, Köln
- 2010: Peter P. Schweger, Hamburg
- 2013: Thomas Sieverts, München[4]
- 2016: Bernhard Winking, Hamburg[5]
- 2019: Jörn Walter, Hamburg[6]
- 2024: Kristin Feireiss, Berlin[7]

## Fritz-Schumacher-Medaille
Eine Fritz-Schumacher-Medaille wurde von 1973  bis mindestens 1990 von der Alfred Toepfer Stiftung F.V.S. für die Erhaltung oder Wiederherstellung bedeutsamer Baudenkmäler in Europa verliehen. Bekannte Preisträger waren Alfred Kamphausen und Axel Springer 1974, Oswald Graf Trapp auf Schloß Friedberg (Tirol) 1980, Giancarlo De Carlo 1990.